# Dúrcal
Dúrcal er en by og kommune i det sydøstlige Spanien i provinsen Granada. Den har et indbyggertal på 7.209 (2024) indbyggere.